# Тексье, Андре Луи Виктор

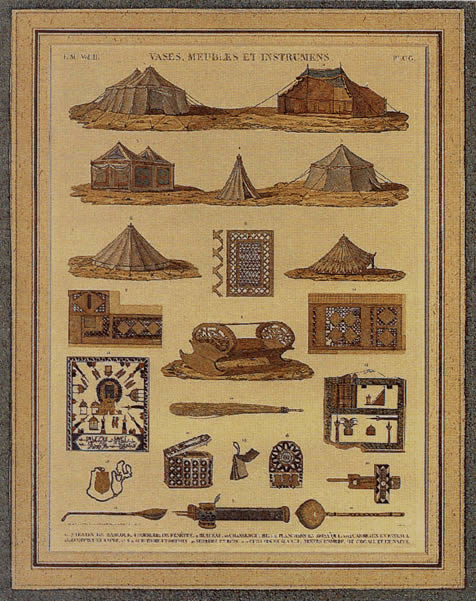
Гравюра Тексье из египетской экспедиции

Андре Луи Виктор Тексье (фр. André Louis Victor Texier; 1777—1864) — французский художник.

## Биография
Опубликовал очерк «Путешествие в прерии оседжей, Луизианы и Миссури» (фр. Voyage aux prairies Osages, Louisiane et Missouri, 1839-40; Клермон-Ферран, 1844) с собственными иллюстрациями.
Подготовил издание трёхтомного «Руководства по истории античного искусства» умершего графа де Кларака (фр. «Manuel de l’histoire de l’art chez les anciens»; 1847—1849).
Участвовал в качестве художника в научной экспедиции в Египет, снаряжённой Наполеоном III.